# Marcenat (Cantal)
Marcenat é uma comuna francesa na região administrativa de Auvérnia-Ródano-Alpes, no departamento de Cantal. Estende-se por uma área de 51,47 km². Em 2010 a comuna tinha 527 habitantes (densidade: 10,2 hab./km²).